# Ketchapp
Ketchapp SARL je francouzská vývojářská a vydavatelská společnost se sídlem v Paříži, jež se specializuje na trh mobilních her. Byla založena v roce 2014 bratry Antoinem a Michelem Morcosovými a do povědomí veřejnosti se poprvé dostala koncem téhož roku díky klonu open-source hry 2048. V září 2016 Ketchapp koupila společnost Ubisoft.

## Historie
Společnost Ketchapp založili bratři Antoine a Michel Morcosovi v roce 2014 v Paříži. V březnu téhož roku firma vytvořila klon open-source hry 2048 od Gabriele Cirulliho a vydala jej pro iOS, včetně reklamy a možných nákupů v něm. Hra se nakonec dostala na první místo v žebříčku App Storu. Ketchapp se díky implementaci nápadů z jiných populárních aplikací stal úspěšným a vytvořil řadu klonů už existujících her. Přepracoval například hru Flappy Bird z roku 2013 a vydal ji pod názvem Run Bird Run.
V únoru 2015 společnost vydala skrolovací hru ZigZag, která byla chválena za to, že není klonem existující hry. V dubnu však vývojářské studio Mudloop obvinilo Ketchapp, že je ZigZag verzí jejich hry Zig Zag Boom, kterou společnosti předložilo a ta ji vydala pod jiným názvem bez uvedení původních tvůrců. Studio později uvedlo, že se dozvědělo, že předtím, než svou hru Zig Zag Boom Ketchappu předložilo, měla společnost k dispozici funkční verzi hry ZigZag.
Dne 27. září 2016 francouzská herní společnost Ubisoft oznámila, že koupila Ketchapp. Do té doby měly jejich hry přes 700 milionů stažení. V témže roce nastoupil Christian Calderon do společnosti na pozici chief revenue officera.
Dne 16. května 2017 vydal Ketchapp mobilní hru s motivem fidget spinneru od studia Estoty, nazvanou jednoduše Fidget Spinner. Během prvních dvou týdnů po vydání si ji stáhlo sedm milionů uživatelů. Do listopadu 2017 vydala společnost 137 her, včetně skákačky Jelly Jump.